# Khấu Khiêm Chi
Khấu Khiêm Chi (寇謙之, 365–448), nguyên danh là Khiêm, tự là Phụ Chân, nguyên quán ở Xương Bình, Thượng Cốc (nay thuộc Bắc Kinh), Trung Quốc, là một đạo sĩ đã thực hiện nhiều cải cách cho Bắc Thiên Sư Đạo, một nhánh ở phía bắc Trung Quốc của Ngũ Đấu Mễ Đạo.

## Gia đình
Khấu Khiêm Chi tự xưng là cháu đời thứ 13 của Ung Nô Hầu Khấu Tuần Chi đời Đông Hán. Cha của ông là Khấu Tu Chi, làm thái thú ở Đông Lai (thuộc Phù Kiên). Anh trai ông là Khấu Tán, làm thứ sử ở Nam Ung Châu.

## Sự nghiệp
Khấu Khiêm Chi thuở nhỏ mộ đạo, có lòng thoát tục, đi tu theo Trương Lỗ. Ông tu đạo lâu năm nhưng không hiệu quả, về sau ông gặp Thành Công Hưng (xưng là tiên) và theo Thành Công Hưng lên Hóa Sơn học đạo thuật, luyện thuốc, tịch cốc; rồi ông ẩn tu tại Tung Sơn. Sau 7 năm, ông dần dần nổi danh.
Lợi dụng Thái Vũ Đế hâm mộ Đạo giáo và bài xích Phật giáo, Khấu Khiêm Chi bắt đầu tiến hành cải cách Thiên Sư Đạo (tức Ngũ Đấu Mễ Đạo). Nội dung chủ yếu của cuộc cải cách là:
1. Kiên quyết ngăn cấm việc lợi dụng tôn giáo để làm loạn, phản nghịch triều đình. Khấu Khiêm Chi tuyên bố những kẻ đại nghịch bất đạo này là tặc dân ngu ác đã coi thường Lão Quân, do đó sẽ bị trừng phạt. Cốt lõi của sự cải cách của Khấu Khiêm Chi là ông đưa luân lý Nho giáo (đặc biệt nhấn mạnh trung hiếu) vào giới luật của Thiên Sư Đạo. Theo đó, tín đồ tuân thủ giới luật sẽ không làm loạn chống lại triều đình.
2. Bãi bỏ chế độ ép buộc tín đồ nộp thuế bằng tiền và nộp tô bằng gạo. Khi Trương Lỗ thống trị Hán Trung, thiết lập chính quyền chính–giáo hợp nhất, mỗi giáo khu (tức là trị) vừa là đơn vị hành chánh do các tế tửu cai trị. Họ có quyền trưng thu thuế bằng tiền và tô bằng gạo và xử lý chúng. Khấu Khiêm Chi bãi bỏ chế độ này để trút gánh nặng cho tín đồ. Ông phê phán đó là ngụy pháp của Tam Trương, và ông chủ trương dùng Tân Khoa (do Lão Quân ban truyền) để trừ ngụy pháp.
3. Khấu Khiêm Chi chỉnh đốn tổ chức của Thiên Sư Đạo, tăng cường giới luật. Sau khi Trương Lỗ mất, Ngũ Đấu Mễ Đạo (tức Thiên Sư Đạo) phát triển rộng khắp Trung Quốc, nhưng tổ chức hỗn loạn và giới luật lỏng lẻo. Khấu Khiêm Chi phản đối các tế tửu trưng thu tài vật của tín đồ; cấm tuyệt thuật phòng trung dâm uế giữa nam nữ; các tế tửu phải theo phép xưa của Nho giáo, khi cha mẹ chết thì phải để tang.
4. Khấu Khiêm Chi bổ sung giới luật và trai nghi. Bổ sung các tiêu chuẩn đạo đức của Nho giáo như trung, hiếu, nhân, nghĩa, v.v... Đồng thời ông đề cao nghi thức trai tiêu. Ăn chay, tịch cốc, đạo dẫn chỉ có thể sống lâu, nhưng không thể trường sinh bất tử. Muốn trường sinh bất tử thì phải chú trọng trai tiêu. Trai là trai giới, tắm gội thanh khiết; tiêu là cúng bái thần linh đề cầu phúc giải tai họa. Trai tiêu (tục gọi là đạo trường) là nghi thức truyền thống của Đạo giáo, tức là lập đàn cúng tế, đọc kinh, cầu đảo.

Cuộc cải cách của Khấu Khiêm Chi giải trừ sự mâu thuẫn xung đột giữa Đạo giáo với triều đình phong kiến vì nhờ bổ sung luân lý Nho giáo vào giới luật. Do đó một giáo phái ban đầu phát khởi từ dân gian đã phát triển thành tín ngưỡng của thành phần sĩ phu hào tộc, trở thành một công cụ phù hợp với nhu cầu của giai cấp phong kiến thống trị. Năm Thái Bình Chân Quân thứ 9 (tức năm 448) Khấu Khiêm Chi liễu đạo (83 tuổi).